# Seznam panovníků Pěti dynastií a deseti říší
Panovníci Pěti dynastií a deseti říší stáli v letech 907–979 čele čínských států na které se začátkem 7. století rozpadla říše Tchang. V tchangském státu slábla ústřední moc už od povstání An Lu-šana (755–763), a po povstání Chuang Čchaoa (874–884) vojenští guvernéři ťie-tu-š’ spravovali svěřené kraje prakticky nezávisle. Roku 907 byl nakonec sesazen poslední tchangský císař. V severní Číně se poté v rychlém sledu vystřídalo pět režimů, Pozdní Liang (907–923), Pozdní Tchang (923–937), Pozdní Ťin (936–947), Pozdní Chan (947–951) a Pozdní Čou (951–960), přičemž v Šen-si vznikl stát Severní Chan (951–979). Na jihu se zatím ustavilo několik vzájemně soupeřících regionálních států, a sice Rané Šu (907–925) a Pozdní Šu (934–965) v S’-čchuanu; Ťing-nan (924–963) a Čchu (907–951) v centrální části jihu Číny; Wu (907–937), Jižní Tchang (937–976) a Wu-jüe (907–978) na dolním toku Jang-c’-ťiang; Min (909–945) ve Fu-ťienu a Jižní Chan (917–971) na úplném jihu v Kuang-tungu a Kuang-si.
Stabilitu přinesl až nástup dynastie Sung, která roku 960 ovládla sever Číny (kromě Šan-si), a do roku 979 Čínu sjednotila.

## Seznamy císařů
Podle čínské tradice císař po smrti obdržel čestné posmrtné jméno. Dalším jménem udělovaným posmrtně bylo chrámové jméno, určené k použití při obřadech v chrámu předků dynastie. Obě jména vyjadřovala charakter vlády a císaře, například zakladatelé dynastií dostávali chrámové jméno Tchaj-cu (太祖, Velký předek, Velký praotec).
Éra vlády je název kratšího či delšího období vlády, shrnující základní směr státní politiky. Ne všichni panovníci deseti říší vyhlásili vlastní panovnickou éru. Někteří používali éry severočínských pěti dynastií, nebo sousedních mocných států, jako výraz své formální podřízenosti (Ťing-nan, Čchu, Wu-jüe, Min), jiní pokračovali v érách zaniklých států (Wu, Severní Chan).

### Císařové Pěti dynastií
| Jméno | Jméno                  | Jméno                                     | Portrét                | Narození Úmrtí         | Vláda                  | Éra vlády                                                                    |
| posmrtné | chrámové               | příjmení a osobní jméno                   | Portrét                | Narození Úmrtí         | Vláda                  | Éra vlády                                                                    |
| Pozdní Liang (907–923) | Pozdní Liang (907–923) | Pozdní Liang (907–923)                    | Pozdní Liang (907–923) | Pozdní Liang (907–923) | Pozdní Liang (907–923) | Pozdní Liang (907–923)                                                       |
| --- | ---------------------- | ----------------------------------------- | ---------------------- | ---------------------- | ---------------------- | ---------------------------------------------------------------------------- |
| Šen-wu 神武 | Tchaj-cu 太祖          | Ču Wen 朱溫                               |                        | 852–912                | 907–912                | Kchaj-pching (開平, 907–910) Čchien-chua (乾化, 911–912)                     |
| – | –                      | Ču Jou-kuej 朱友珪                        |                        | ?–913                  | 912–913                | Feng-li (鳳曆, 913)                                                          |
| – | –                      | Ču Jou-čen 朱友貞                         |                        | 888–923                | 913–923                | Čchien-chua (乾化, 913–914) Čen-ming (貞明, 915–920) Lung-te (龍德, 921–923) |
| Ču Jou-čen je též znám jako Poslední císař (末帝, Mo-ti). |                        |                                           |                        |                        |                        |                                                                              |
| Pozdní Tchang (923–936) |                        |                                           |                        |                        |                        |                                                                              |
| Kuang-šeng šen-min siao chuang-ti 光聖神閔孝皇帝 | Čuang-cung 莊宗        | Li Cchun-sü 李存勖                        |                        | 885–926                | 923–926                | Tchung-kuang (同光, 923–926)                                                 |
| Che-wu chuang-ti 和武皇帝 | Ming-cung 明宗         | Li S’-jüan (李嗣源) od 927 Li Tan (李亶)  |                        | 867–933                | 926–933                | Tchien-čcheng (天成, 926–930) Čchang-sing (長興, 930–934)                    |
| Min-chuang-ti 閔皇帝 | –                      | Li Cchung-chou 李從厚                     |                        | 914–934                | 933–934                | Jing-šun (應順, 934)                                                         |
| – | –                      | Li Cchung-kche 李從珂                     |                        | 885–937                | 934–937                | Čching-tchaj (清泰, 934–937)                                                 |
| Li Cchung-chou je též znám jako Malý císař (Šao-ti, 少帝), nebo První sesazený císař (Čchien-fej-ti, 前廢帝). Li Cchung-kche dostal od historiků jméno Sesazený císař (廢帝, Fej-ti), nebo Poslední císař (末帝, Mo-ti). |                        |                                           |                        |                        |                        |                                                                              |
| Pozdní Ťin (936–946) |                        |                                           |                        |                        |                        |                                                                              |
| Šeng-wen čang-wu ming-te siao chuang-ti 聖文章武明德孝皇帝 | Kao-cu 高祖            | Š’ Ťing-tchang 石敬瑭                     |                        | 892–942                | 936–942                | Tchien-fu (天福, 936–943)                                                    |
| Čchu chuang-ti 出皇帝 | –                      | Š’ Čchung-kuej 石重貴                     |                        | 914–947                | 942–947                | Tchien-fu (天福, 936–943) Kchaj-jün (開運, 943–947)                          |
| Š’ Čchung-kuej je též znám jako Malý císař (Šao-ti, 少帝) |                        |                                           |                        |                        |                        |                                                                              |
| Pozdní Chan (947–951) |                        |                                           |                        |                        |                        |                                                                              |
| Šeng-wen čang-wu ming-te siao chuang-ti 聖文章武明德孝皇帝 | Kao-cu (高祖)          | Liou Č'-jüan 劉知遠                       |                        | 895–948                | 947–948                | Tchien-fu (天福, 947) Čchien-jou (乾祐, 948)                                 |
| Jin-ti (隱帝) | –                      | Liou Čcheng-jou 劉承祐                    |                        | 930–951                | 948–951                | Čchien-jou (乾祐, 948–951)                                                   |
| Pozdní Čou (951–960) |                        |                                           |                        |                        |                        |                                                                              |
| neužívané pro svou délku | Tchaj-cu (太祖)        | Kuo Wej 郭威                              |                        | 904–954                | 951-954                | Kuang-šun (廣順, 951-954) Sien-te (顯德, 954)                                |
| neužívané pro svou délku | Š’-cung (世宗)         | Čchaj Žung (柴榮) později Kuo Žung (郭榮) |                        | 921–959                | 954-959                | Sien-te (顯德, 954-959)                                                      |
| Kung-ti (恭帝) | –                      | Čchaj Cung-sün 柴宗訓                     |                        | 953–973                | 959-960                | Sien-te (顯德, 959-960)                                                      |

### Panovníci deseti říší

#### Rané Šu, Pozdní Šu
| Jméno                                                             | Jméno       | Jméno                   | Portrét | Narození Úmrtí | Vláda   | Éra vlády |
| posmrtné                                                          | chrámové    | příjmení a osobní jméno | Portrét | Narození Úmrtí | Vláda   | Éra vlády |
| ----------------------------------------------------------------- | ----------- | ----------------------- | ------- | -------------- | ------- | --- |
| Šen-wu šeng-wen siao-te ming-chuej chuang-ti 神武聖文孝德明惠皇帝 | Kao-cu 高祖 | Wang Ťien 王建          |         | 847–918        | 907-918 | Wu-čcheng (武成, 908–910) Jung-pching (永平, 911–915) Tchung-čeng (通正, 916) Tchien-chan (天漢, 917) Kuang-tchien (光天, 918) |
| vévoda Šun-čeng 順正公                                            | –           | Wang Jen 王衍           |         | 899–926        | 918-925 | Čchien-te (乾德, 919–924) Sien-kchang (咸康, 925)                                                                              |

Wang Jen je znám jako Poslední vládce Raného Šu (前蜀後主, Čchien Šu chou-ču).
| Jméno                                                            | Jméno       | Jméno                                            | Portrét | Narození Úmrtí | Vláda   | Éra vlády                                          |
| posmrtné                                                         | chrámové    | příjmení a osobní jméno                          | Portrét | Narození Úmrtí | Vláda   | Éra vlády                                          |
| ---------------------------------------------------------------- | ----------- | ------------------------------------------------ | ------- | -------------- | ------- | -------------------------------------------------- |
| Wen-wu šeng-te jing-lie ming-siao chuang-ti 文武聖德英烈明孝皇帝 | Kao-cu 高祖 | Meng Č’-siang 孟知祥                             |         | 874–934        | 934     | Ming-te (明德, 934–937)                            |
| kníže Kung-siao z Čchu (楚恭孝王)                                | –           | Meng Čchang (孟昶) původně Meng Žen-can (孟仁贊) |         | 919–965        | 934-965 | Ming-te (明德, 934–937) Kuang-čeng (廣政, 938–965) |

Meng Čchang je znám jako Poslední vládce Pozdního Šu (後蜀後主, Chou Šu chou-ču).

#### Ťing-nan
| Jméno                | Jméno    | Jméno                                              | Portrét | Narození Úmrtí | Vláda   | Éra vlády |
| posmrtné             | chrámové | příjmení a osobní jméno                            | Portrét | Narození Úmrtí | Vláda   | Éra vlády |
| -------------------- | -------- | -------------------------------------------------- | ------- | -------------- | ------- | --------- |
| Wu-sin-wang 武信王   | –        | Kao Ťi-sing (高季興) do 923 Kao Ťi-čchang (高季昌) |         | 858–929        | 924–929 | –         |
| Wen-sien-wang 文獻王 | –        | Kao Cchung-chuej 高從誨                            |         | 891–948        | 929–948 | –         |
| Čen-i-wang 貞懿王    | –        | Kao Pao-žung 高保融                                |         | 920–960        | 948–960 | –         |
| Čen-an-wang 贞安王   | –        | Kao Pao-sü 高保勗                                  |         | 924–962        | 960–962 | –         |
| Te-žen-wang 德仁王   | –        | Kao Ťi-čchung 高繼沖                               |         | 943–973        | 962–963 | –         |

#### Čchu
| Jméno                  | Jméno    | Jméno                   | Portrét | Narození Úmrtí | Vláda   | Éra vlády |
| posmrtné               | chrámové | příjmení a osobní jméno | Portrét | Narození Úmrtí | Vláda   | Éra vlády |
| ---------------------- | -------- | ----------------------- | ------- | -------------- | ------- | --------- |
| Wu-mu-wang 武穆王      | –        | Ma Jin 馬殷             |         | 853–930        | 907–930 | –         |
| Cheng-jang-wang 衡阳王 | –        | Ma Si-šeng 馬希聲       |         | 899–932        | 930–932 | –         |
| Wen-čao-wang 文昭王    | –        | Ma Si-fan 馬希範        |         | 899–947        | 932–947 | –         |
| Fej-wang 废王          | –        | Ma Si-kuang 馬希廣      |         | 922–950        | 947–950 | –         |
| Kung-siao-wang 恭孝王  | –        | Ma Si-e 馬希萼          |         | 900–953        | 950–951 | –         |

#### Wu, Jižní Tchang
Dnešní provincii Ťiang-su ovládal ťie-tu-š’ Jang Sing-mi (852–905), kterému roku 902 tchangská vláda udělila titul Wu-wang (吳王, kníže/král z Wu). Nezávislost Wu získalo roku 907, když jeho syn a nástupce Jang Wo neuznal Ču Wenův převrat a novou dynastii Liang. Jang Sing-mi obdržel posmrtné jméno Siao-wu-wang (吳景王), později Wu-ti (武帝) a chrámové jméno Tchaj-cu (太祖).
| Jméno                                   | Jméno       | Jméno                                                                | Portrét | Narození Úmrtí | Vláda   | Éra vlády                                                                                         |
| posmrtné                                | chrámové    | příjmení a osobní jméno                                              | Portrét | Narození Úmrtí | Vláda   | Éra vlády                                                                                         |
| --------------------------------------- | ----------- | -------------------------------------------------------------------- | ------- | -------------- | ------- | ------------------------------------------------------------------------------------------------- |
| Ťing-wang (景王) později Ťing-ti (景帝) | Lie-cu 烈祖 | Jang Wo 楊渥                                                         |         | 886–908        | 907–908 | –                                                                                                 |
| Süan-wang (宣王) později Süan-ti (宣帝) | Kao-cu 高祖 | Jang Lung-jen (楊隆演) původně Jang Jing (楊瀛), pak Jang Wej (楊渭) |         | 897–920        | 908–920 | Wu-i (武義, 919–920)                                                                              |
| Žuej-chuang-ti 睿皇帝                   |             | Jang Pchu 楊溥                                                       |         | 900–939        | 920–937 | Šu-i (順義, 921–926) Čchien-čen (乾貞, 927–928) Ta-che (大和, 929–934) Tchien-cuo (天祚, 935–937) |
| 1.                                      |             |                                                                      |         |                |         |                                                                                                   |

| Jméno                                                         | Jméno          | Jméno                                       | Portrét | Narození Úmrtí | Vláda   | Éra vlády                                                                      |
| posmrtné                                                      | chrámové       | příjmení a osobní jméno                     | Portrét | Narození Úmrtí | Vláda   | Éra vlády                                                                      |
| ------------------------------------------------------------- | -------------- | ------------------------------------------- | ------- | -------------- | ------- | ------------------------------------------------------------------------------ |
| Kuang-wen su-wu siao-kao chuang-ti 光文肅武孝高皇帝           | Lie-cu 烈祖    | Li Pien 李昪                                |         | 889–943        | 937–943 | Šeng-jüan (昇元, 937–943)                                                      |
| Ming-tao čchung-te wen-süan siao chuang-ti 明道崇德文宣孝皇帝 | Jüan-cung 元宗 | Li Ťing 李璟                                |         | 916–961        | 943–961 | Pao-ta (保大, 943–957) Čung-sing (中興, 958) Ťiao-tchaj (交泰, 958) – (od 958) |
| –                                                             | –              | Li Jü (李煜) původně Li Cchung-ťia (李從嘉) |         | 937–978        | 961–976 | –                                                                              |
| 1. 2. 3.                                                      |                |                                             |         |                |         |                                                                                |

Li Ťing je znám jako Prostřední vládce Jižní Tchang (南唐中主, Nan Tang čung-ču). Li Jü je znám jako Poslední vládce Jižní Tchang (南唐後主, Nan Tang chou-ču), nebo Poslední vládce Li (李後主, Li chou-ču).

#### Wu-jüe
| Jméno                 | Jméno            | Jméno                                                         | Portrét | Narození Úmrtí | Vláda   | Éra vlády                                                                              |
| posmrtné              | chrámové         | příjmení a osobní jméno                                       | Portrét | Narození Úmrtí | Vláda   | Éra vlády                                                                              |
| --------------------- | ---------------- | ------------------------------------------------------------- | ------- | -------------- | ------- | -------------------------------------------------------------------------------------- |
| Wu-su wang 武肅王     | Tchaj-cu 太祖    | Čchien Liou 錢鏐                                              |         | 852–932        | 907–932 | Tchien-pao (天寶, 908–912) – (912–924) Pao-ta (寶大, 924–925) Pao-čeng (寶正, 926–931) |
| Wen-mu wang 文穆王    | Š’-cung 世宗     | Čchien Jüan-kuang (錢元瓘) do 932 Čchien Čchuan-kuan (錢傳瓘) |         | 887–941        | 932–941 | –                                                                                      |
| Čung-sien wang 忠獻王 | Čcheng-cung 成宗 | Čchien Chung-cuo (錢宏佐) nebo Čchien Cuo (錢佐)              |         | 928–947        | 941–947 | –                                                                                      |
| Čung-sün wang 忠遜王  | –                | Čchien Chung-cung (錢宏倧) nebo Čchien Cung (錢倧)            |         | 929–971        | 947     | –                                                                                      |
| Čung-i wang 武懿王    | –                | Čchien Chung-čchu (錢宏俶) později Čchien Čchu (錢俶)         |         | 929–988        | 948–978 | –                                                                                      |
| 1.                    |                  |                                                               |         |                |         |                                                                                        |

#### Min
| Jméno                                                                                           | Jméno                                    | Jméno                                              | Portrét | Narození Úmrtí | Vláda   | Éra vlády                                       |
| posmrtné                                                                                        | chrámové                                 | příjmení a osobní jméno                            | Portrét | Narození Úmrtí | Vláda   | Éra vlády                                       |
| ----------------------------------------------------------------------------------------------- | ---------------------------------------- | -------------------------------------------------- | ------- | -------------- | ------- | ----------------------------------------------- |
| Čung-i-wang (閩忠懿王) později Čao-wu siao chuang-ti (昭武孝皇帝)                               | Tchaj-cu 太祖                            | Wang Šen-č’ 王審知                                 |         | 862–925        | 909–925 | –                                               |
|                                                                                                 | S’-cung 嗣宗                             | Wang Jen-chan 王延翰                               |         | ?–927          | 925–927 | –                                               |
| Čchi-su ming-siao chuang-ti 昭武孝皇帝                                                          | Chuej-cung (惠宗) nebo Tchaj-cung (太宗) | Wang Jen-ťün (王延鈞), později Wang Lin (王鏻)     |         | ?–935          | 927–935 | – Lung-čchi (龍啟, 933–934) Jung-che (永和,935) |
| Šeng-šen jing-žuej wen-ming kuang-wu jing-tao ta-chung chuang-ti 神聖英睿文明廣武應道大弘孝皇帝 | Kchang-cung 康宗                         | Wang Ťi-pcheng (王繼鵬) později Wang Čchang (王昶) |         | ?–939          | 935–939 | Tchung-wen (通文,936–939)                       |
| Žuej-wen kuang-wu ming-šeng jüan-te lung-tao ta-siao chuang-ti 睿文廣武明聖元德隆道大孝皇帝     | Ťing-cung 景宗                           | Wang Jen-si (王延羲) později Wang Si (王曦)        |         | ?–944          | 939–944 | Jung-lung (永隆, 939–944)                       |
| Kníže Kung-i z Fu 福恭懿王                                                                      |                                          | Wang Jen-čeng 王延政                               |         | ?–951          | 943–945 | Tchien-te (永隆, 943–945)                       |
| 1.                                                                                              |                                          |                                                    |         |                |         |                                                 |

Wang Jen-čeng byl zprvu císařem státu Jin na severovýchodě minského území, po smrti Wang Jen-siho ovládl jeho zemi a přejmenoval svůj stát na Min.

#### Jižní Chan
| Jméno                                                  | Jméno          | Jméno                                             | Portrét | Narození Úmrtí | Vláda   | Éra vlády                                                                    |
| posmrtné                                               | chrámové       | příjmení a osobní jméno                           | Portrét | Narození Úmrtí | Vláda   | Éra vlády                                                                    |
| ------------------------------------------------------ | -------------- | ------------------------------------------------- | ------- | -------------- | ------- | ---------------------------------------------------------------------------- |
| Tchien-chuang ta-ti 天皇大帝                           | Kao-cu 高祖    | Liou Jen 劉龑                                     |         | 889–942        | 917–942 | Čchien-cheng (乾亨, 917-924) Paj-lung (白龍, 925-927) Ta-jou (大有, 928-942) |
| Šang-chuang-ti 殤皇帝                                  |                | Liou Fen (劉玢) původně Liou Chung-tu (劉宏度)    |         | 920–943        | 942–943 | Kuang-tchien (光天, 942-943)                                                 |
| Wen-wu kuang-šeng ming-siao chuang-ti 文武光聖明孝皇帝 | Čung-cung 中宗 | Liou Čcheng (劉晟) původně Liou Chung-si (劉宏熙) |         | 920–958        | 943–958 | Jing-čchien (應乾, 943) Čchien-che (乾和, 943–958)                           |
| Šang-chuang-ti 殤皇帝                                  |                | Liou Čchang (劉鋹) původně Liou Ťi-sing (劉繼興)  |         | 942–980        | 958–971 | Ta-pao (大寶, 958-971)                                                       |
| 1.                                                     |                |                                                   |         |                |         |                                                                              |

Liou Čchang je znám jako Poslední vládce Jižní Chan ( 南漢後主, Nan Han chou-ču).

#### Severní Chan
| Jméno                       | Jméno          | Jméno                                          | Portrét | Narození Úmrtí | Vláda   | Éra vlády                                              |
| posmrtné                    | chrámové       | příjmení a osobní jméno                        | Portrét | Narození Úmrtí | Vláda   | Éra vlády                                              |
| --------------------------- | -------------- | ---------------------------------------------- | ------- | -------------- | ------- | ------------------------------------------------------ |
| Šen-wu chuang-ti 神武皇帝   | Š’-cu 世祖     | Liou Min (劉旻), původně Liou Čchung ( 劉崇)   |         | 895–954        | 951–954 | –                                                      |
| Siao-che chuang-ti 孝和皇帝 | Žuej-cung 睿宗 | Liou Ťün (劉鈞), nebo Liou Čcheng-ťün (劉承鈞) |         | 926–968        | 954–968 | – Tchien-chuej (天會, 957–973)                         |
| –                           | –              | Liou Ťi-en 劉繼恩                              |         | ?–968          | 968     | Tchien-chuej (天會, 957–973)                           |
| Jing-wu-ti 英武帝           | –              | Liou Ťi-jüan 繼元                              |         | ?–992          | 968–979 | Tchien-chuej (天會, 957–973) Kuang-jün (廣運, 974–979) |
| 1.                          |                |                                                |         |                |         |                                                        |

Liou Ťi-en je znám jako Sesazený císař Severní Chan (北漢廢帝, Pej Chan Fej-ti), nebo Mladý vládce Severní Chan (北漢少主, Pej Chan Šao-ču).